# Flavina mononucleotide

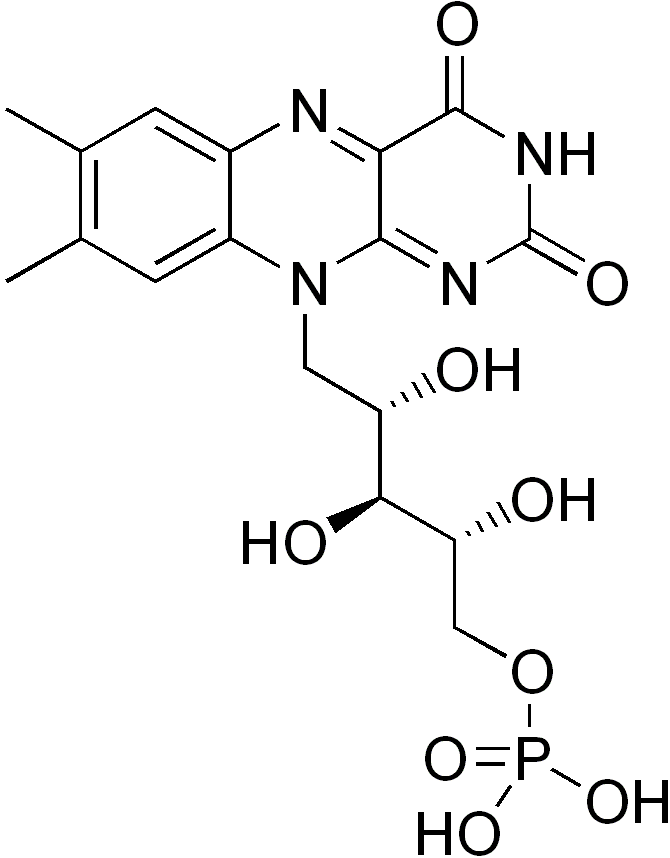
FMN

Il flavina mononucleotide (detto anche riboflavinfosfato) è un coenzima derivante dalla riboflavina e comunemente abbreviato FMN. Si forma grazie all'azione della flavochinasi che, utilizzando ATP, fosforila la riboflavina.
Tale proteina, come tutte le chinasi, è capace di fosforilare un substrato.
La reazione di tale fosforilazione è la seguente:
La fosforilazione si verifica grazie alla presenza del gruppo OH sull'ultimo C della molecola di ribitolo, il quale costituisce una parte della molecola di riboflavina. Il gruppo fosfato che viene integrato nella molecola deriva dall'idrolisi dell'ATP.
È una molecola contenuta nel complesso della catena di trasporto degli elettroni nei mitocondri. È un gruppo prostetico che partecipa alle reazioni redox e che differisce dal FAD solo per la mancanza di un gruppo AMP.
Il FAD (flavina adenina dinucleotide) è ottenuto a partire dal FMN tramite la Adenil Transferasi utilizzando l'ATP, la quale fornisce non solo il gruppo fosfato, ma anche l'adenina e il ribosio.
Costituisce il colorante alimentare E101a, mentre il sale fosfato monosodico è l'additivo indicato come E106.